# Kischen (Kirchspiel Schirwindt)
Kischen (Kirchspiel Schirwindt), 1938 bis 1945: Zweihuben, litauisch Kišai, ist ein verlassener Ort im Rajon Krasnosnamensk der russischen Oblast Kaliningrad.
Die Ortsstelle befindet sich nahe der Kommunalstraße 27K-058 drei Kilometer nordnordöstlich von Tretjakowo (Sodargen).

## Geschichte

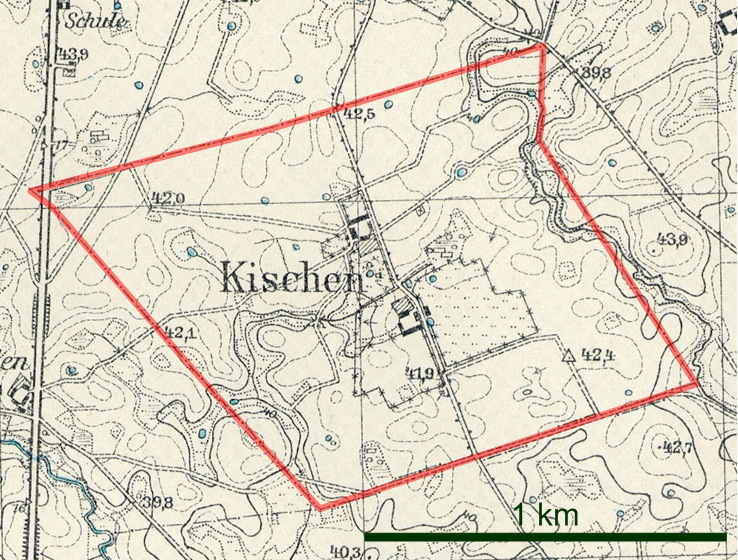
Die Gemeinde Kischen (Kirchspiel Schirwindt) auf einem Messtischblatt von 1937

Der ursprünglich Lenkutschen genannte Ort wurde seit 1625 erwähnt. Seit vor 1730 hieß der Ort Kyschen. Um 1780 war Kischen ein meliertes Dorf. 1874 wurde die Landgemeinde Kischen in den neu gebildeten Amtsbezirk Pieraggen im Kreis Pillkallen eingegliedert. Zur Unterscheidung zum ebenfalls im Kreis Pillkallen gelegenen gleichnamigen Kischen, das zum Kirchspiel Schillehnen gehörte, wurde diesem Kischen der Zusatz Kirchspiel Schirwindt beigegeben. 1938 wurde Kischen (Kirchspiel Schirwindt) in Zweihuben umbenannt. 1945 kam der Ort in Folge des Zweiten Weltkrieges mit dem nördlichen Ostpreußen zur Sowjetunion. Einen russischen Namen erhielt er nicht mehr.

### Einwohnerentwicklung
| Jahr | Einwohner |
| ---- | --------- |
| 1867 | 24        |
| 1871 | 22        |
| 1885 | 24        |
| 1905 | 19        |
| 1910 | 21        |
| 1933 | 17        |
| 1939 | 38        |

## Kirche
Kischen (Kirchspiel Schirwindt)/Zweihuben gehörte zum evangelischen Kirchspiel Schirwindt.